# Cylinder (geometri)
|  | Denne artikel omhandler cylinderen som geometrisk legeme. Opslagsordet har også andre betydninger, se cylinder |
En cylinder er et rumgeometrisk legeme med form som en tromle (en øldåse er eksempelvis en tilnærmet cylinder). Cylindernes endeflader er parallelle og er cirkelformede. Cylinderen kaldes ret hvis den krumme overflade står vinkelret på endefladerne. En ret cylinder kan konstrueres ud fra et rektangel.
Følgende formler kan bruges til at regne forskellige værdier i cylinderen
Rumfanget af cylinderen 

{\displaystyle V\quad =\quad \pi \cdot {r^{2}}\cdot {h}}
Overfladearealet ekskl. endeflader 

{\displaystyle O\quad =\quad 2\cdot \pi \cdot {r}\cdot {h}}
Overfladearealet inkl. endefladerne

{\displaystyle A\quad =\quad 2\cdot \pi \cdot {r}\cdot {h}+2\cdot \pi \cdot {r^{2}}\quad =\quad 2\cdot \pi \cdot {r}\cdot {(h+r)}}

Hvor r er radius af cirklen og h er højden af cylinderen
| Dodekaeder | Spire Denne artikel om geometri er en spire som bør udbygges. Du er velkommen til at hjælpe Wikipedia ved at udvide den. |